# Campionati europei di tuffi 2012 - Piattaforma 10 metri maschile
La gara della piattaforma da 10 metri maschile degli Europei 2012 è stata disputata il 20 maggio 2012 e vi hanno partecipato 14 atleti. Le qualificazioni si sono svolte al mattino e i primi 12 classificati hanno avuto accesso alla finale del pomeriggio.

## Medaglie
| Posizione | Atleta          | Paese         |
| --------- | --------------- | ------------- |
| Oro       | Tom Daley       | Gran Bretagna |
| Argento   | Viktor Minibaev | Russia        |
| Bronzo    | Gleb Gal'perin  | Russia        |

## Qualifiche
| Pos. | Atleta               | Nazione       | Punti  |
| ---- | -------------------- | ------------- | ------ |
| 1    | Tom Daley            | Gran Bretagna | 531.85 |
| 2    | Viktor Minibaev      | Russia        | 479.90 |
| 3    | Oleksandr Bondar     | Ucraina       | 470.40 |
| 4    | Vadzim Kaptur        | Bielorussia   | 433.60 |
| 5    | Anton Zacharov       | Ucraina       | 419.15 |
| 6    | Andrea Chiarabini    | Italia        | 415.15 |
| 7    | Gleb Gal'perin       | Russia        | 396.75 |
| 8    | Cimafej Hardzejčyk   | Bielorussia   | 389.10 |
| 9    | Amund Gismervik      | Norvegia      | 387.55 |
| 10   | Francesco Dell'Uomo  | Italia        | 386.85 |
| 11   | Christofer Eskilsson | Svezia        | 373.45 |
| 12   | Jesper Tolvers       | Svezia        | 366.35 |
| 13   | Espen Valheim        | Norvegia      | 302.55 |
| 14   | Heikki Mäkikallio    | Finlandia     | 279.50 |

## Finale
| Pos. | Atleta               | Nazione       | Punti  |
| ---- | -------------------- | ------------- | ------ |
|      | Tom Daley            | Gran Bretagna | 565.05 |
|      | Viktor Minibaev      | Russia        | 515.40 |
|      | Gleb Gal'perin       | Russia        | 511.55 |
| 4    | Oleksandr Bondar     | Ucraina       | 511.20 |
| 5    | Anton Zacharov       | Ucraina       | 483.90 |
| 6    | Andrea Chiarabini    | Italia        | 433.90 |
| 7    | Christofer Eskilsson | Svezia        | 417.75 |
| 8    | Vadzim Kaptur        | Bielorussia   | 407.15 |
| 9    | Francesco Dell'Uomo  | Italia        | 384.00 |
| 10   | Cimafej Hardzejčyk   | Bielorussia   | 379.45 |
| 11   | Jesper Tolvers       | Svezia        | 376.45 |
| 12   | Amund Gismervik      | Norvegia      | 355.40 |

## Fonti
- (EN)  Omegatiming.com - Qualifiche[collegamento interrotto]
- (EN)  Omegatimng.com - Finale[collegamento interrotto]